# Rustam Adży
Rustam Adży (ukr. Рустам Іванович Аджі; ur. 3 marca 1973) – radziecki, a następnie ukraiński zapaśnik w stylu klasycznym. Dwukrotny olimpijczyk. Trzynasty w Atlancie 1996 i ósmy w Sydney 2000. Startował w kategorii 68–69 kg.
Złoty medal w mistrzostwach świata w 1995 i brązowy w 2001. Ósmy w 1994, 1997 i 1999. Brąz na mistrzostwach Europy w 1997. Jako reprezentant ZSRR zdobył czwarte miejsce na mistrzostwach świata juniorów w 1991 roku.